# 博尔代特新堡
博尔代特新堡（法語：Châteauneuf-de-Bordette，法語發音：[ʃatonœf də bɔʁdɛt]）是法国德龙省的一个市镇，位于该省南部，尼永斯市区以东，属于尼永斯区。

## 地理
博尔代特新堡（44°20'8"N, 5°10'41"E）面积15.33 平方千米，位于法国奥弗涅-罗讷-阿尔卑斯大区德龙省，该省份为法国东南部内陆省份，北起顺时针与伊泽尔省、上阿尔卑斯省、上普罗旺斯阿尔卑斯省、沃克吕兹省和阿尔代什省接壤。
与博尔代特新堡接壤的市镇（或旧市镇、城区）包括：欧布尔、贝尼韦-奥隆、米拉贝勒欧巴罗尼、蒙托略、尼永斯、皮耶贡、莱皮耶、皮梅拉。

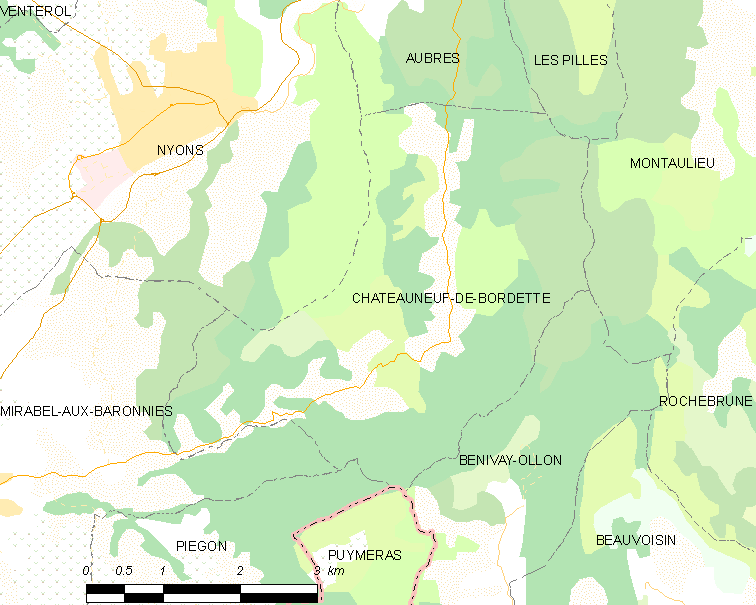
博尔代特新堡的OSM定位图

博尔代特新堡的时区为UTC+01:00、UTC+02:00（夏令时）。

## 行政
博尔代特新堡的邮政编码为26110，INSEE市镇编码为26082。

## 政治
博尔代特新堡所属的省级选区为尼永斯-巴罗尼县。

## 人口

1962-2008年间博尔代特新堡人口变化图示

博尔代特新堡于2022年1月1日时的人口数量为101人。